# Majella-hegység
A Majella (nápolyiul: Maiella) az Appenninek vonulatához tartozó mészkőhegység. Legmagasabb csúcsa a Monte Amaro (2793 m).

## Leírása
A Majella egy kompakt mészkőmasszívum, számos 2000 méter feletti csúcs és magashegységi fennsík által tagolva. A hegységbe gyors folyású folyók, az Orfento, Foro és ezek mellékvizei mély völgyeket vágtak. A hegység természetvédelmi terület, a Majella Nemzeti Parkhoz tartozik. 

## Legmagasabb hegycsúcsok
- Monte Amaro, 2793 m
- Monte Acquaviva, 2737 m
- Monte Focalone, 2676 m
- Monte Rotondo, 2656 m
- Monte Macellaro, 2646 m
- Pesco Falcone, 2546 m
- Cima delle Murelle, 2598 m

## Galéria

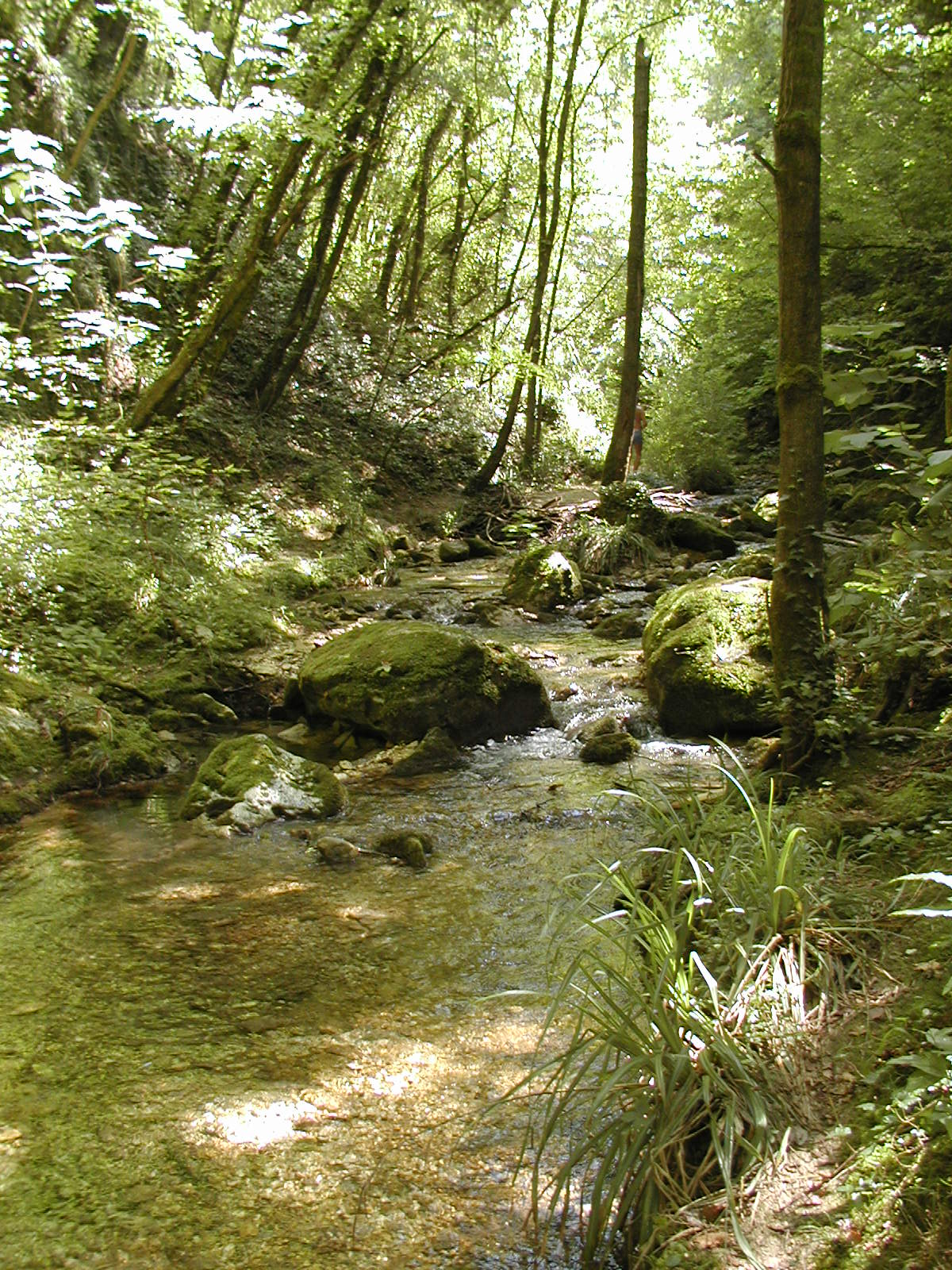
Az Orfento völgye
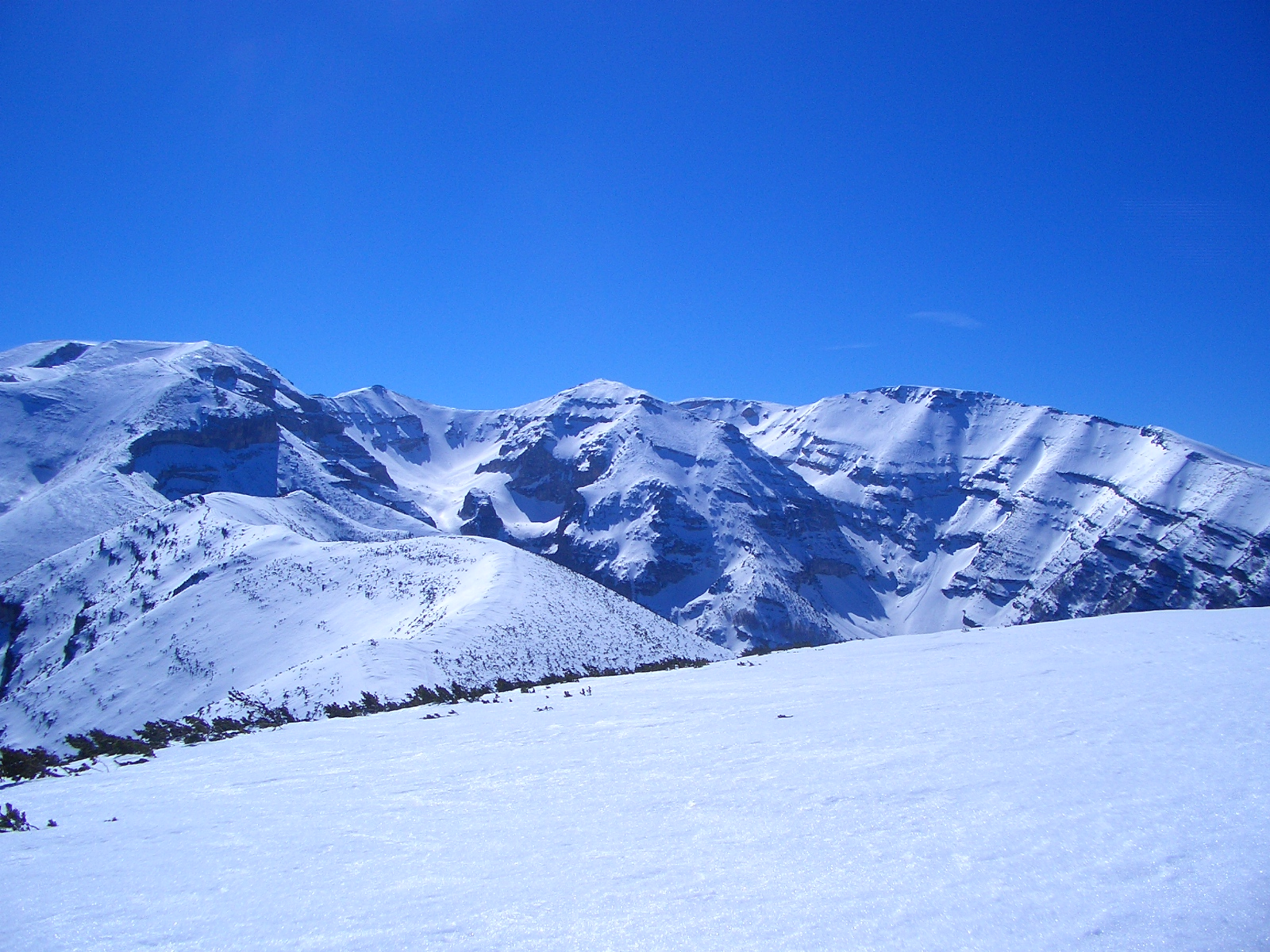
Majella
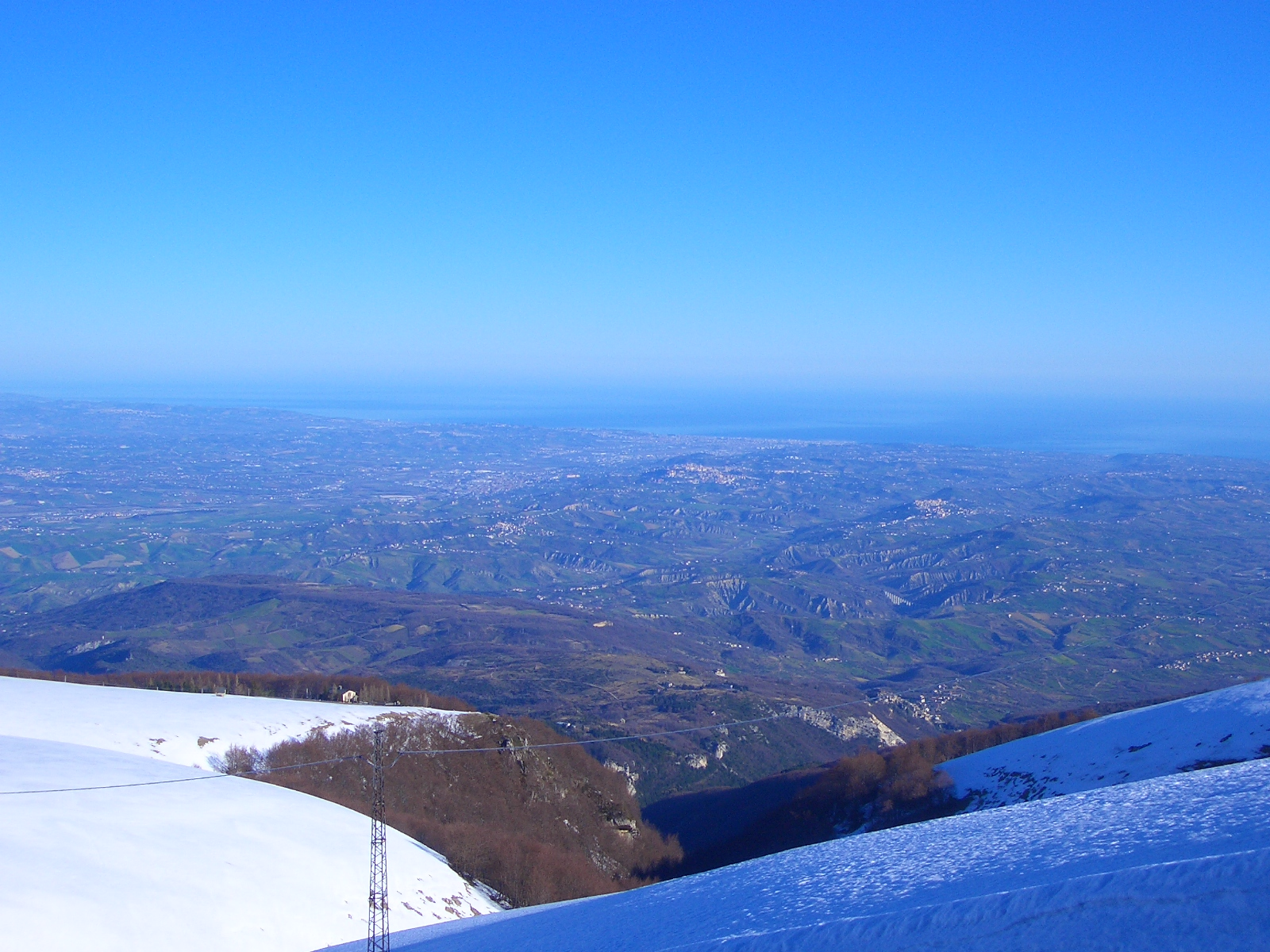
Majella